# Valea Babei, Vâlcea
Valea Babei este un sat în comuna Runcu din județul Vâlcea, Muntenia, România.
 Acest articol despre o localitate din județul Vâlcea este deocamdată un ciot. Puteți ajuta Wikipedia prin completarea lui.